# Anthurium aripoense
Anthurium aripoense N.E.Br., 1924 è una pianta della famiglia delle Aracee, diffusa in Venezuela e Trinidad.